# The Behinde
The Behinde är ett berg i Kanada.   Det ligger i provinsen British Columbia, i den sydvästra delen av landet, 3 700 km väster om huvudstaden Ottawa. Toppen på The Behinde är 2 018 meter över havet, eller 303 meter över den omgivande terrängen. Bredden vid basen är 1,1 km.
Terrängen runt The Behinde är bergig norrut, men söderut är den kuperad.Trakten runt The Behinde är nära nog obefolkad, med mindre än två invånare per kvadratkilometer.. Det finns inga samhällen i närheten.
I omgivningarna runt The Behinde växer i huvudsak barrskog.